# Bouxières-aux-Dames
Bouxières-aux-Dames és un municipi francès situat al departament de Meurthe i Mosel·la i a la regió del Gran Est. L'any 2007 tenia 3.994 habitants.

## Demografia

### Població
El 2007 la població de fet de Bouxières-aux-Dames era de 3.994 persones. Hi havia 1.611 famílies, de les quals 408 eren unipersonals (140 homes vivint sols i 268 dones vivint soles), 537 parelles sense fills, 542 parelles amb fills i 124 famílies monoparentals amb fills.
La població ha evolucionat segons el següent gràfic:
Habitants censats

### Habitatges
El 2007 hi havia 1.683 habitatges, 1.618 eren l'habitatge principal de la família, 5 eren segones residències i 60 estaven desocupats. 1.443 eren cases i 161 eren apartaments. Dels 1.618 habitatges principals, 1.357 estaven ocupats pels seus propietaris, 250 estaven llogats i ocupats pels llogaters i 11 estaven cedits a títol gratuït; 94 tenien una cambra, 46 en tenien dues, 96 en tenien tres, 415 en tenien quatre i 967 en tenien cinc o més. 1.309 habitatges disposaven pel capbaix d'una plaça de pàrquing. A 669 habitatges hi havia un automòbil i a 738 n'hi havia dos o més.

### Piràmide de població
La piràmide de població per edats i sexe el 2009 era:
| Homes | Edats   | Dones |
| ----- | ------- | ----- |
| 4     | 95 o +  | 8     |
| 0     | 90 a 94 | 12    |
| 12    | 85 a 89 | 40    |
| 12    | 80 a 84 | 28    |
| 32    | 75 a 79 | 44    |
| 32    | 70 a 74 | 84    |
| 112   | 65 a 69 | 108   |
| 136   | 60 a 64 | 128   |
| 164   | 55 a 59 | 128   |
| 196   | 50 a 54 | 264   |
| 156   | 45 a 49 | 176   |
| 116   | 40 a 44 | 132   |
| 168   | 35 a 39 | 148   |
| 88    | 30 a 34 | 140   |
| 96    | 25 a 29 | 48    |
| 124   | 20 a 24 | 100   |
| 176   | 15 a 19 | 164   |
| 160   | 10 a 14 | 152   |
| 108   | 5 a 9   | 152   |
| 72    | 0 a 4   | 88    |

## Economia
El 2007 la població en edat de treballar era de 2.565 persones, 1.741 eren actives i 824 eren inactives. De les 1.741 persones actives 1.630 estaven ocupades (848 homes i 782 dones) i 110 estaven aturades (56 homes i 54 dones). De les 824 persones inactives 370 estaven jubilades, 279 estaven estudiant i 175 estaven classificades com a «altres inactius».

### Ingressos
El 2009 a Bouxières-aux-Dames hi havia 1.591 unitats fiscals que integraven 3.937 persones, la mediana anual d'ingressos fiscals per persona era de 22.414 €.

### Activitats econòmiques
Dels 118 establiments que hi havia el 2007, 2 eren d'empreses alimentàries, 1 d'una empresa de fabricació de material elèctric, 3 d'empreses de fabricació d'altres productes industrials, 22 d'empreses de construcció, 19 d'empreses de comerç i reparació d'automòbils, 7 d'empreses de transport, 3 d'empreses d'hostatgeria i restauració, 1 d'una empresa d'informació i comunicació, 8 d'empreses financeres, 4 d'empreses immobiliàries, 18 d'empreses de serveis, 19 d'entitats de l'administració pública i 11 d'empreses classificades com a «altres activitats de serveis».
Dels 28 establiments de servei als particulars que hi havia el 2009, 1 era una oficina de correu, 1 una oficina bancària, 2 tallers de reparació d'automòbils i de material agrícola, 1 autoescola, 5 paletes, 1 guixaire pintor, 1 fusteria, 7 lampisteries, 1 electricista, 4 perruqueries, 1 agència de treball temporal, 1 restaurant i 2 salons de bellesa.
Dels 6 establiments comercials que hi havia el 2009, 1 era un hipermercat, 2 fleques, 1 una llibreria i 2 botigues de material esportiu.

## Equipaments sanitaris i escolars
Els 2 equipaments sanitaris que hi havia el 2009 eren farmàcies.
El 2009 hi havia 2 escoles maternals i 3 escoles elementals.

## Poblacions més properes
El següent diagrama mostra les poblacions més properes.